# Palais Çırağan
Le palais Çırağan (en turc : Çırağan Sarayı) est un ancien palais ottoman réaménagé en hôtel de luxe 5 étoiles de la chaîne Kempinski. Il est localisé sur la partie européenne d'Istanbul entre Beşiktaş et Ortaköy.

## Histoire
Le palais, construit par le sultan Abdulaziz, fut conçu par l'architecte Nigoğayos Balyan et bâti par ses fils Sarkis et Hagop Balyan (tr) entre 1863 et 1867. Il fut construit pendant une période au cours de laquelle les sultans ottomans se faisaient bâtir leur propre palais plutôt que d'utiliser ceux de leurs ancêtres. Le palais de Çırağan en est le dernier exemple.
La construction et la décoration intérieure du palais s'acheva en 1872. Après avoir emménagé, le sultan Abdulaziz, ne résida cependant pas longtemps dans son magnifique palais. Il fut retrouvé mort dans le palais le 4 juin 1876, cinq jours après avoir été détrôné. Son successeur et neveu, le sultan Mourad V emménagea ensuite mais régna seulement 93 jours. Il fut déposé par son frère Abdulhamid II, en raison d'allégations de maladie mentale, et y vécut en résidence surveillée jusqu'à sa mort le 29 août 1904.
Le 20 mai 1878, Ali Suavi, hostile au sultan Abdulhamid II, avec un groupe composé majoritairement de musulmans des Balkans, attaquent le palais pour tenter de libérer l'ex-sultan Mourad V et le ramener au pouvoir. Très vite, la réaction s'organise et les forces de l'ordre se dirigent vers le palais : une fusillade nourrie s'engage au cours de laquelle Ali Suavi est tué.

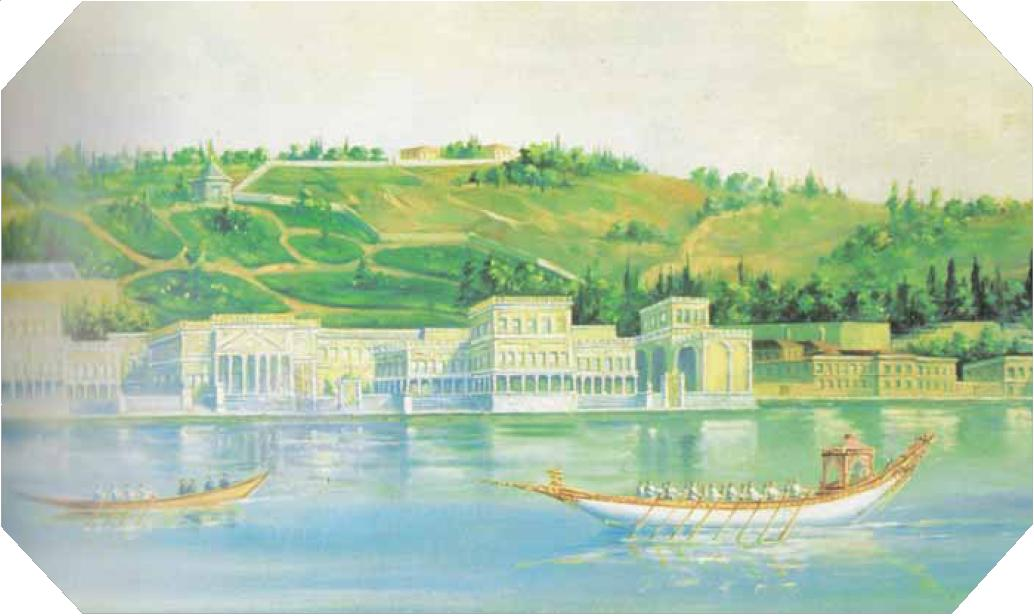
Le palais en 1840.
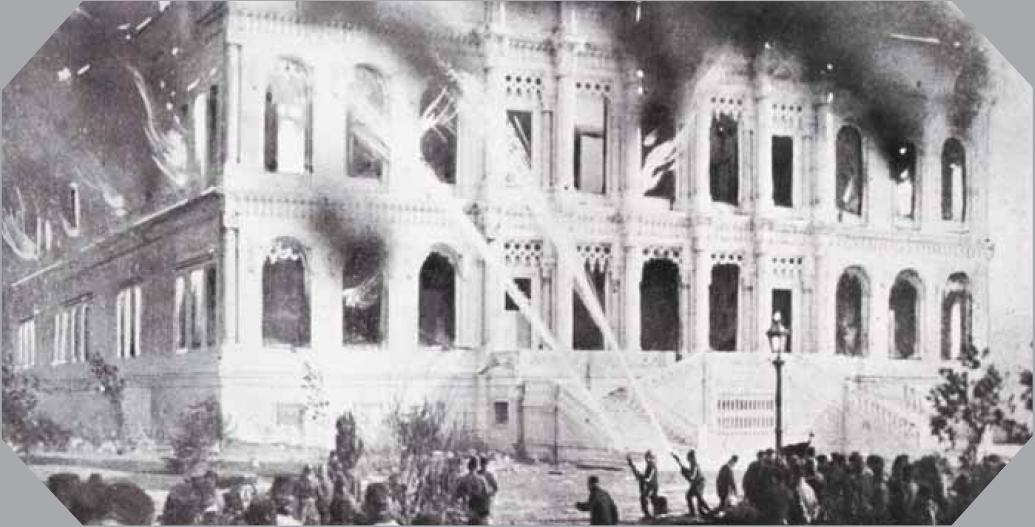
L'incendie du 10 janvier 1910.
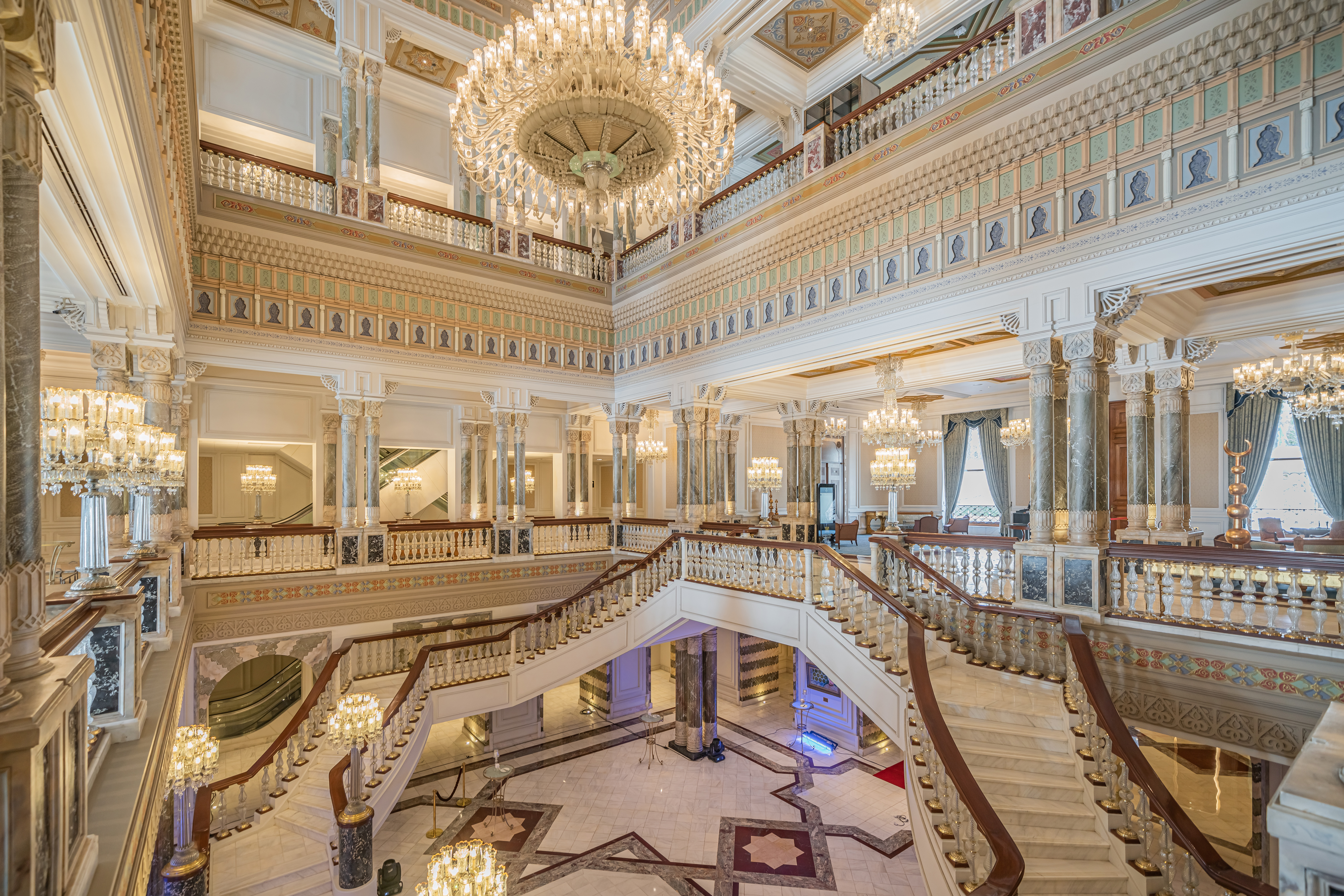
Atrium et les escaliers de Çırağan.
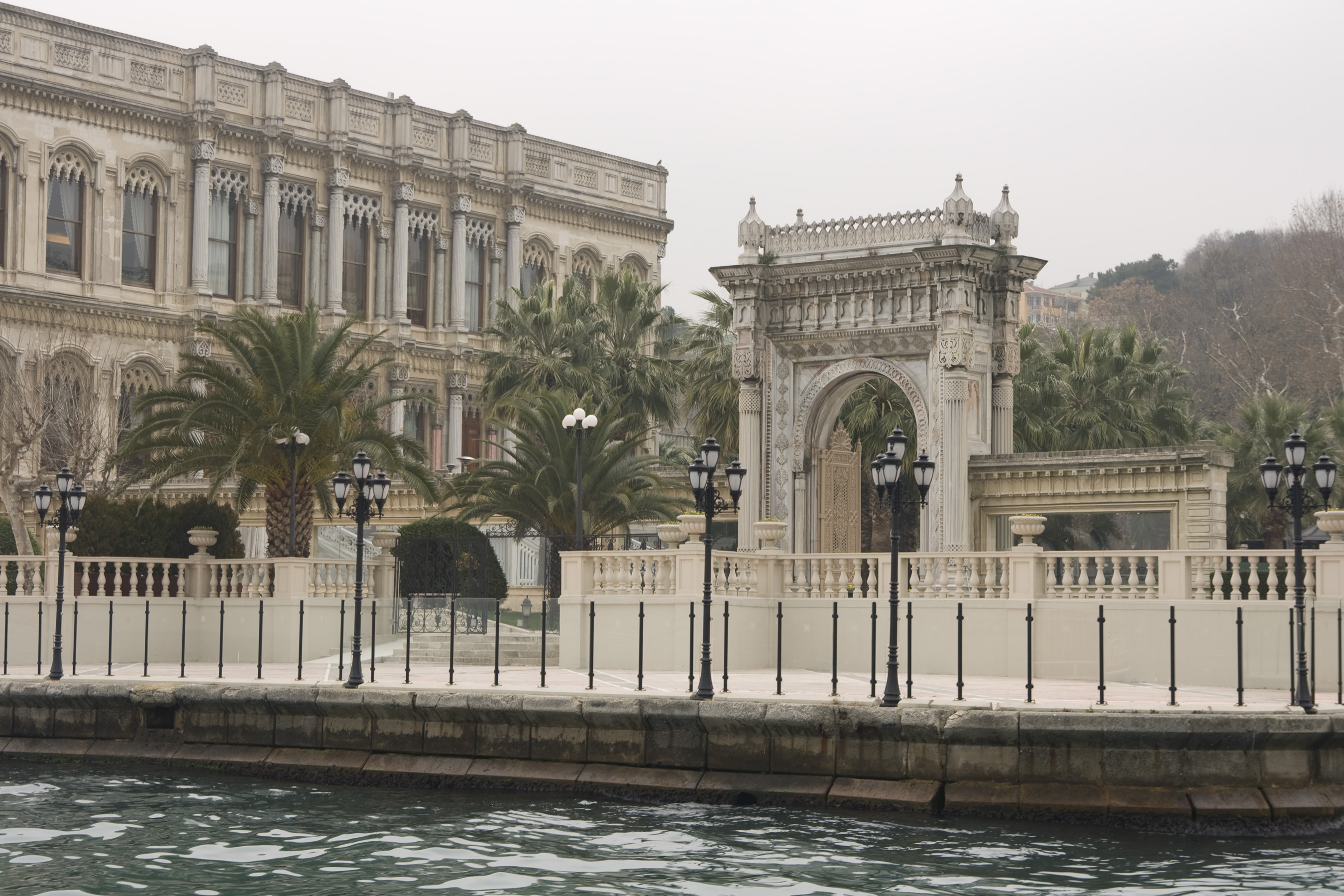
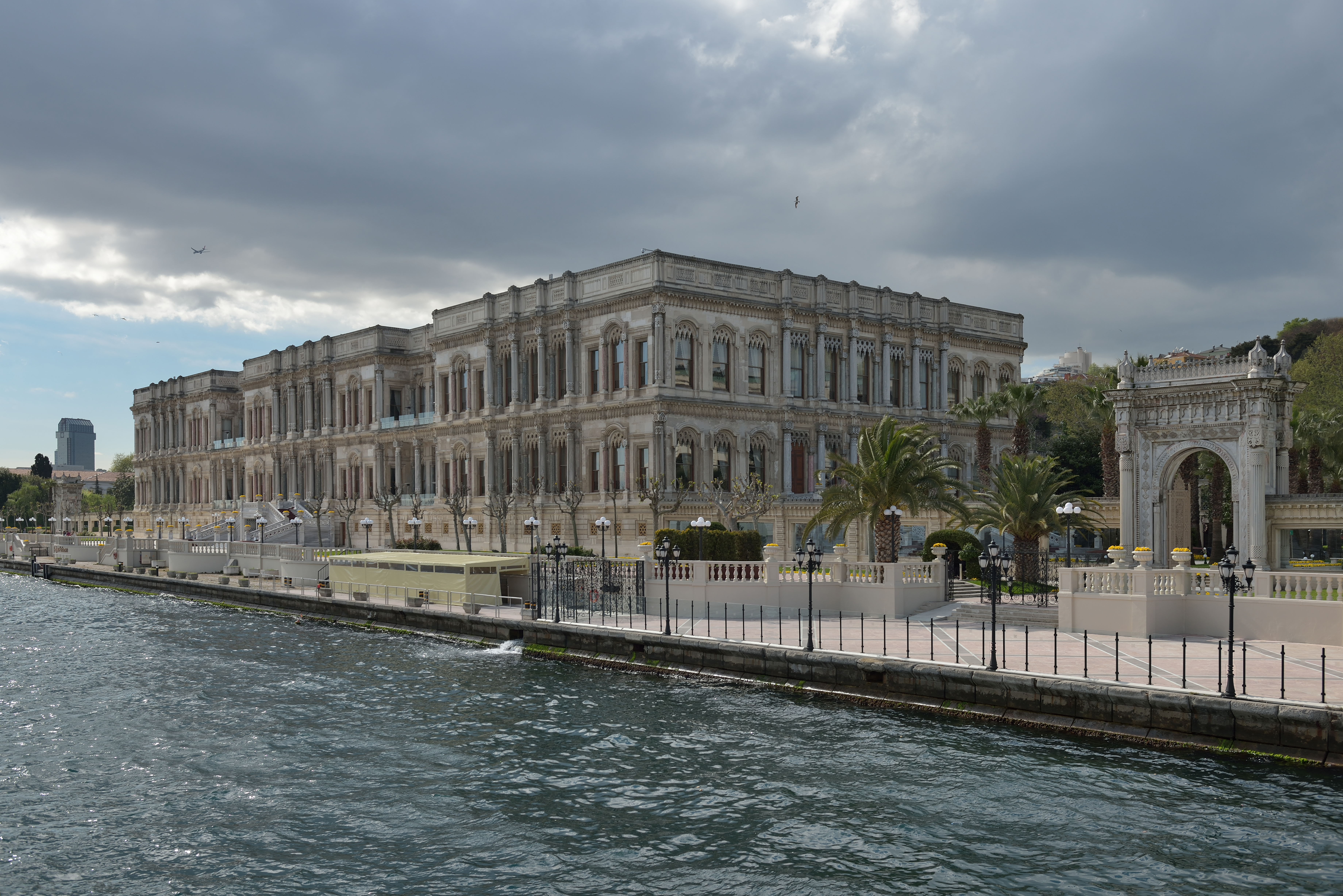
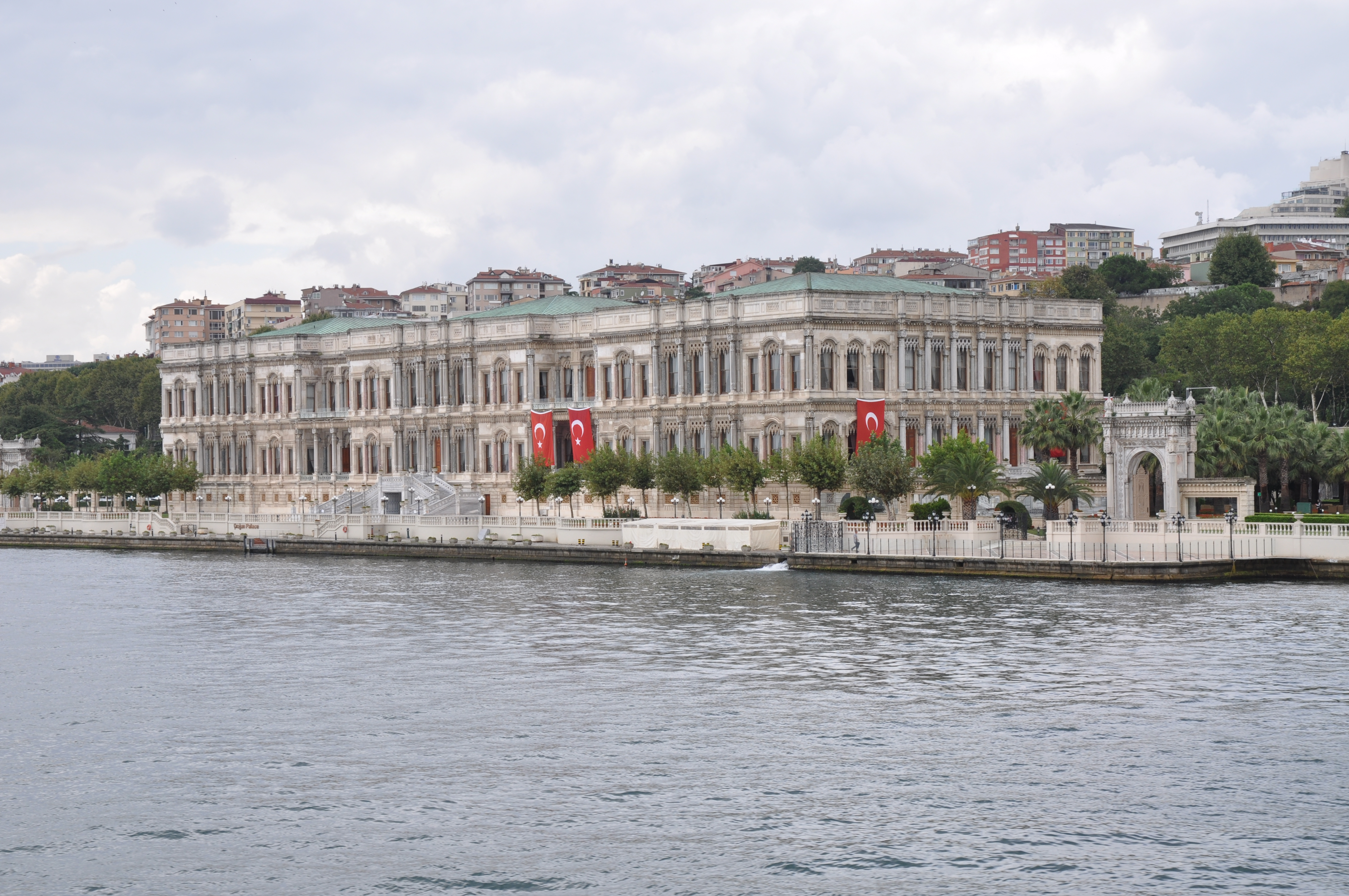

### Littérature
- Çelik Gülersoy, The Çerâğan palaces, Istanbul Kitaplığı, Istanbul, 1992  (ISBN 975-7687-08-1).